# Final Space
Final Space este un serial TV de animație de operă spațială, dramatic de comedie. A fost creat de Olan Rogers și dezvoltat de Rogers și David Sacks. Serialul are două personaje principale, un astronaut terestru pe nume Gary Goodspeed și prietenul său extraterestru extrem de puternic, Mooncake⁠(d), și se concentrează pe aventurile lor intergalactice în timp ce încearcă să salveze universul de la pierire.
Serialul a fost difuzat pe TBS la 26 februarie 2018. Apoi a fost transmis noaptea târziu de Cartoon Network, Adult Swim a început cu al doilea sezon pe 24 iunie 2019, urmat de al treilea și ultim sezon pe 20 martie 2021.
La 10 septembrie 2021, Rogers a anunțat că Adult Swim a anulat serialul după trei sezoane  din cauza fuziunii propuse a WarnerMedia cu Discovery anunțată în acel an. În septembrie 2022, Rogers a susținut pe Twitter că seria va fi anulată în scopuri fiscale de către Warner Bros. Discovery odată ce se încheie transmisia sa internațională pe Netflix.